# Basilica di San Sebastiano (Palazzolo Acreide)
La basilica di San Sebastiano è un luogo di culto ubicato in Piazza del Popolo a Palazzolo Acreide. Appartiene al vicariato di Palazzolo-Floridia dell'arcidiocesi di Siracusa (arcipretura di Palazzolo Acreide) ed è sede dell'omonima parrocchia.

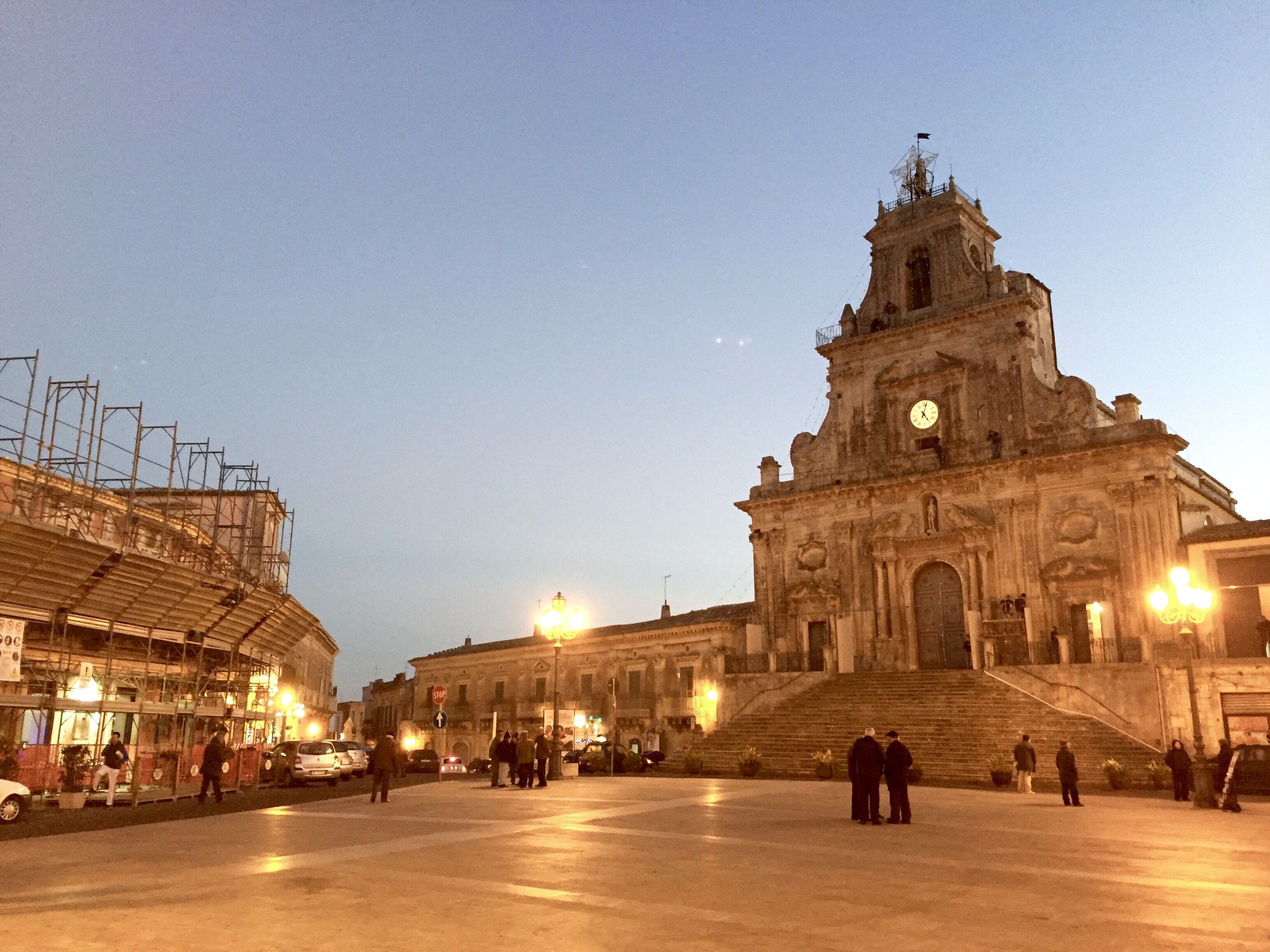
La Piazza del Popolo e la basilica

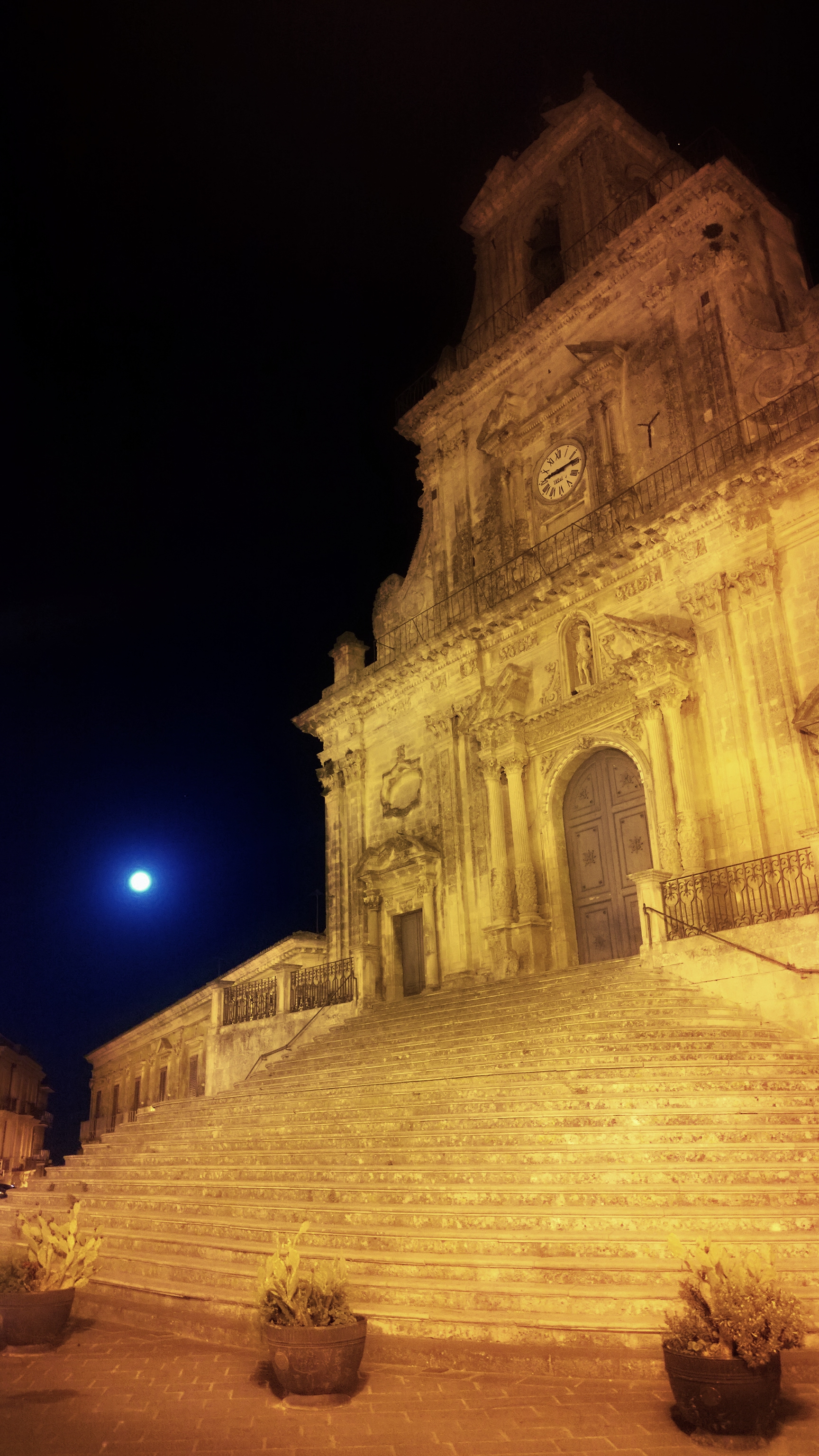
La chiesa di notte

## Storia

### Epoca aragonese
La prima chiesa dedicata a San Sebastiano fu costruita probabilmente nella seconda metà del XV secolo nello stesso sito dove già esisteva la chiesa di San Rocco, edificata dopo il 1414 e subito abbandonata. Al 1 maggio 1414 risale il ritrovamento del simulacro di San Sebastiano presso la penisola di Magnisi. In un contesto storico caratterizzato da numerosi casi di peste, l'evento determina la deposizione del primitivo patrono intercessore San Rocco, invocato dagli appestati, e la dedicazione, con conseguente intronizzazione, di San Sebastiano, martire invocato per la prevenzione dei contagi infettivi.
Secondo tempio. Ingrandimento e perfezionamento della struttura a navata unica, motivato dalla crescente diffusione del culto.

### Epoca spagnola
Le scosse sismiche del 9 e 11 gennaio 1693, altrimenti noto come terremoto del Val di Noto, radono al suolo il primitivo monumento e cancellano, con la distruzione degli archivi, gran parte della memoria storica di una estesa area della Sicilia sud - orientale.
Terzo tempio.

### Epoca unitaria
- 1828. Giuseppe Amorelli, vescovo di Siracusa, consacra basilica la chiesa di San Sebastiano.

La città è suddivisa in contrade cui fanno capo altrettante chiese (dedicate rispettivamente a San Paolo, San Sebastiano, San Michele, Sant'Antonio). La chiesa di San Paolo aveva supremazia su tutte.
- 1859. In un contesto cittadino caratterizzato da ataviche rivalità campanilistiche tra fazioni di devoti di San Sebastiano o San Paolo (dualità estese ai relativi quartieri),[5] il tempio è elevato a parrocchia.[6]

Le reciproche scaramucce e dispetti tra sammastianisi e sampaulisi, per sanguigne passioni e viscerale attaccamento alle tradizioni, assumono dimensioni tali da costituire oggetto d'analisi da parte dell'antropologo Giuseppe Pitrè.

### Epoca contemporanea
Il 13 dicembre 1990 dopo il sisma di Santa Lucia o terremoto di Carlentini le strutture sono soggette ad interventi di manutenzione e di restauro.
- 2002 27 giugno, Nella XXVI sessione plenaria dell'UNESCO di Budapest la basilica è stata dichiarata monumento Patrimonio dell'Umanità.
- 2017 - 2018 aprile, Conclusione dei lavori di ripristino della facciata.

## Facciata
Una monumentale scalinata costruita nel 1877 (due rampe per un totale di 25 gradini) raccorda il piano stradale con il ballatoio - balconata su cui insistono i portali d'accesso alla basilica. La maestosa facciata barocca, realizzata in pietra giuggiolona, è ripartita su tre ordini divisi in tre corpi delimitati da lesene binate, un unico corpo centrale costituisce il terzo livello. Elaborati cornicioni e marcapiano dalle ricche modanature separano i livelli, ringhiere in ferro battuto proteggono i rispettivi camminamenti. 
I portali laterali sono delimitati da colonne scanalate sormontate da capitelli corinzi sormontati da timpani sovrapposti ad arco spezzato. Architravi con decorazioni fitomorfi e testa di putto intermedia ornano la cornice dei due ingressi. Finestre cieche con cornici mistilinee o occhialoni a cartiglio, (perimetro equivalente all'intersezione di un'ellisse e un rettangolo), sormontano i varchi d'accesso laterali. Il portale centrale presenta una coppia di leoni in pietra bianca scolpiti da Mario Diamanti, ideatore e realizzatore dell'intero prospetto, decorazioni in rilievo abbelliscono gli alti plinti delle colonne binate che presentano la parte inferiore del fusto arabescata. L'arco a tutto sesto dell'ingresso mostra putti nei pennacchi, architrave con motivi floreali sormontato da timpani sovrapposti spezzati. Costituisce vano intermedio la nicchia contenente la statua raffigurante San Sebastiano Martire.
Il secondo ordine delimitato da pilastri acroteriali (le statue d'abbellimento non furono mai realizzate), comprende grandi volute a vela di raccordo, alla base volute a ricciolo e controvolute. Il corpo centrale è occupato da un timpano che ricalca lo stile e l'architettura del manufatto simile posto al primo livello. Nell'edicola è collocato il quadrante di un orologio elettrico andato a rimpiazzare l'orologio meccanico installato per la prima volta nel 1885. Il terzo ordine è costituito da un solo corpo centrale delimitato da pilastri acroteriali con cuspidi ad obelisco (piramidali), comprende vele con volute a ricciolo di raccordo e una monofora intermedia con funzioni di cella o loggia campanaria. Chiude la prospettiva un'incastellatura in ferro battuto posta a quota 42 metri sul livello della piazza, ove svetta u palieddu, una banderuola segnavento con foggia di bandiera.
Controfacciata: cantoria e organo addossati al manufatto e sospesi sul portale, La struttura presenta una raffinata decorazione in stucco.

## Interno
Impianto a croce latina ripartito in tre navate separate da quattro pilastri per lato con semicolonne sorreggenti cinque arcate. La navata centrale e quella destra si concludono con absidi circolari. La volta della navata presenta un apparato pittorico con scene raffiguranti Martirio di San Sebastiano con nugolo di frecce, San Sebastiano processato da Diocleziano, Gloria Celeste di San Sebastiano Martire Cristiano. Il perimetro della navata e del presbiterio è contraddistinto da un elaborato cornicione delimitato da un'artistica inferriata in ferro battuto smaltato.

### Navata destra
- Prima campata: Cappella di Sant'Agata. Sull'altare il dipinto raffigurante il Martirio di Sant'Agata, tela attribuita a Piero Quintavalle.  L'ambiente insieme alla corrispettiva cappella della navata di sinistra, fu rifinito nel 1867 con pregiato marmo locale rinvenuto in contrada Purbella.
- Seconda campata: Cappella di San Mauro. Sull'altare il dipinto raffigurante San Mauro, tela di Giuseppe Tanasi del 1853.
- Terza campata: Cappella di San Sebastiano. Sull'altare il dipinto raffigurante San Sebastiano, tela di ignoto autore.
  - Pulpito.
- Quarta campata: Cappella di San Rocco e San Giacomo. Sull'altare il dipinto raffigurante San Rocco e San Giacomo, tela di Michele Di Domenico del 1720.
- Quinta campata: Cappella di San Pietro. Sull'altare il dipinto raffigurante San Pietro in Vincoli, tela di Marcello Vieri del 1785.

### Navata sinistra
- Prima campata: Cappella dei Santi Cosma e Damiano. Sull'altare il dipinto raffigurante i Santi Cosma e Damiano, tela di Piero Quintavalle del 1855. Fonte battesimale di Giovanni Campisi del 1734.
- Seconda campata: Cappella dell'Addolorata. Sull'altare il dipinto raffigurante Maria Santissima Addolorata, tela di Saverio Marchese - Giuseppe Tanasi del 1864.
- Terza campata: Varco d'ingresso. Porta d'entrata laterale. Sull'altare il dipinto raffigurante San Sebastiano, tela di Giovanni Belfiore del 1950, riproduzione di soggetto de Il Sodoma.
- Quarta campata: Cappella della Madonna Odigitria o Cappella della Famiglia Cappellani di Pirainito e Fúrmica. Sull'altare il dipinto raffigurante la Madonna Odigitria, tela di Saverio Marchese del 1859. Nella nicchia, sulla cui cima compare lo stemma dei nobili di Pirainito e Fúrmica, dietro la tela, è conservato un gruppo statuario risalente al cinquecento raffigurante la Madonna Odigitria eletta nel 1644 Patrona Reale di Palazzolo Acreide. Il gruppo statuario è visibile nel mese di maggio periodo dei festeggiamenti in onore della Madonna Odigitria.
- Quinta campata: Cappella di Santa Margherita. Sull'altare il dipinto raffigurante Santa Margherita da Cortona, tela di Vito D'Anna del 1758.

### Absidi
- Absidiola destra: Cappella del Santissimo Crocifisso altrimenti nota come Cappella di Sant'Anna. Ambiente patrocinato dalla Confraternita del Santissimo Crocifisso del 1721, commissionata all'architetto palazzoleze Giuseppe Ferrara. Altare con colonne binate e timpano triangolare con angeli sulle cimase, raggiera nella calotta. Nell'edicola è custodito il Crocifisso, manufatto in cartapesta, opera di Infantino Farina del XVII secolo. Ai lati le allegorie della Fede a sinistra e la Speranza a destra, statue in gesso realizzate da Gioacchino Gianforma di Catania nel 1783 - 1784. 
  - Altare di destra. La nicchia custodisce la statua in cartapesta di San Sebastiano raffigurato sul globo terracqueo del 1926. Sotto l'altare sono custodite le seguenti reliquie: San Sebastiano Martire, Velo della Madonna, San Placido Martire, San Pietro Martire, San Giosuè, San Vitale Martire, San Celso Martire, San Giuseppe da Copertino, San Modesto, Lignum Crucis, Santa Concordia Martire, San Gaudioso Martire, San Bernardo da Corleone, San Massimo Martire, Santa Liberata Martire, San Fedele Martire, San Francesco d'Assisi, Sant'Innocenzo Martire, Santa Margherita da Cortona.

- Absidiola sinistra: Cappella del Sacro Cuore. La sopraelevazione dell'altare è costituita da una coppia di colonne binate poste in prospettiva convessa (fusto arabescato nella parte inferiore e scanalato superiormente), sormontate da capitelli corinzi. Architrave e timpano spezzato con parti aggettanti sulle quali gravano volute a ricciolo, sulle cimase sono collocati putti adoranti, costituisce stele intermedia la riproduzione di raggiera. Nella nicchia centrale è custodita la statua raffigurante il Sacro Cuore, manufatto in gesso di ignoto autore. Sotto mensa con tabernacolo a tempietto e cupolino è collocata la teca contenente le reliquie di Sant'Urbano, traslate a Palazzolo nel 1762.

- Arco presbiteriale sorretto da colonne ioniche binate, gruppi scultorei sul cornicione e stemma centrale in stucco.
  - Abside e altare maggiore: Cappellone di San Sebastiano. Ambiente delimitato da balaustra, alle estremità sinistra la statua raffigurante l'apostolo San Pietro, sul lato destro San Paolo, manufatti in gesso, opere di Gioacchino Gianforma del 1783 - 1784. Sui quadroni mistilinei i dipinti raffiguranti Mosè e le Tavole dei dieci Comandamenti, Giuditta ed Oloferne. Cattedra di ignoto autore del 1870. Sulla parete di fondo due colonne sorreggono un camminamento sul cornicione protetto da ringhiera in ferro battuto che si interrompe ai lati del grande dipinto.
    - San Sebastiano, statua lignea di ignoto autore del 1663. Il simulacro di pregevole fattura è esposto solo durante i festeggiamenti di gennaio e agosto.

In tali ricorrenze la fisionomia dell'altare maggiore cambia notevolmente. Grandi apparati decorativi adornano gli ambienti interni dell'intero edificio. Maestosi baldacchini, frutto di stratificazioni di tessuti, panneggi, paramenti e arredi liturgici addobbano il presbiterio. Un apparato effimero è sovrapposto all'area corrispondente al grande dipinto absidale. La pittura cela la nicchia ove è riposto il simulacro occultandolo alla vista dei fedeli per lunghi periodi dell'anno, consuetudine molto in voga nelle chiese delle province sud - orientali dell'Isola. L'architettura temporanea riproduce il frontone di un tempio con un'edicola strombata al centro delimitata da teorie di colonne (scanalate e argentate (edizione 2018), tortili e arabescate (edizioni trascorse)), all'interno della quale scivola con opportune guide, l'icona nella funzione denominata Svelata. Con questa operazione la figura del Santo appare e si mostra ufficialmente ai fedeli, ai devoti, alla pubblica venerazione dopo l'operazione di velatura compiuta alla fine dei festeggiamenti precedenti.

## Sacrestia
Ambiente ubicato dietro l'altare.

## Museo
L'ambiente custodisce i fercoli processionali del simulacro e delle reliquie.

## Confraternita
- 1568, Confraternita dei Disciplinanti sotto il titolo di «San Sebastiano» sodalizio attestato presso il primitivo luogo di culto.

## Feste
- 20 gennaio dies natalis (20 - 27 gennaio), Festa di San Sebastiano. Funzioni liturgiche e itinerari processionali documentati.[1][7]
  - 10 agosto (8 - 17 agosto), Funzioni liturgiche e itinerari processionali documentati.[8]

Le feste patronali sono note per la scinnuta (deposizione dalla custodia abituale con relativa preventiva svelatura) e la sciuta (uscita dal tempio), quest'ultima operazione accompagnata dal rumoroso sparo di mortaretti (altrimenti definito moschetteria, masculiata o maschiata, alborata), congiuntamente allo spettacolare lancio di  'nzareddi  (fettucce colorate).

## Set cinematografico
La connotazione barocca dell'edificio, la scenografica scalinata e l'intera prospettiva della piazza hanno ispirato e costituito ambientazione cinematografica per i seguenti film:
- La fame e la sete di Antonio Albanese,
- Gente di rispetto di Luigi Zampa,
- Nati stanchi con Ficarra e Picone,
- La Piovra 8,
- Cavalleria Rusticana di Franco Zeffirelli,
- Colpo di luna di Alberto Simone.